# Acanthostracion guineensis
Acanthostracion guineensis es una especie de peces de la familia Ostraciidae en el orden de los Tetraodontiformes.

## Morfología
Los machos pueden llegar alcanzar los 18 cm de longitud total.

## Hábitat
Es un pez de Mar y, de clima tropical y demersal que vive hasta los 200 m de profundidad.

## Distribución geográfica
Se encuentra en la costa  africana atlántico